# Grammont (Berg)

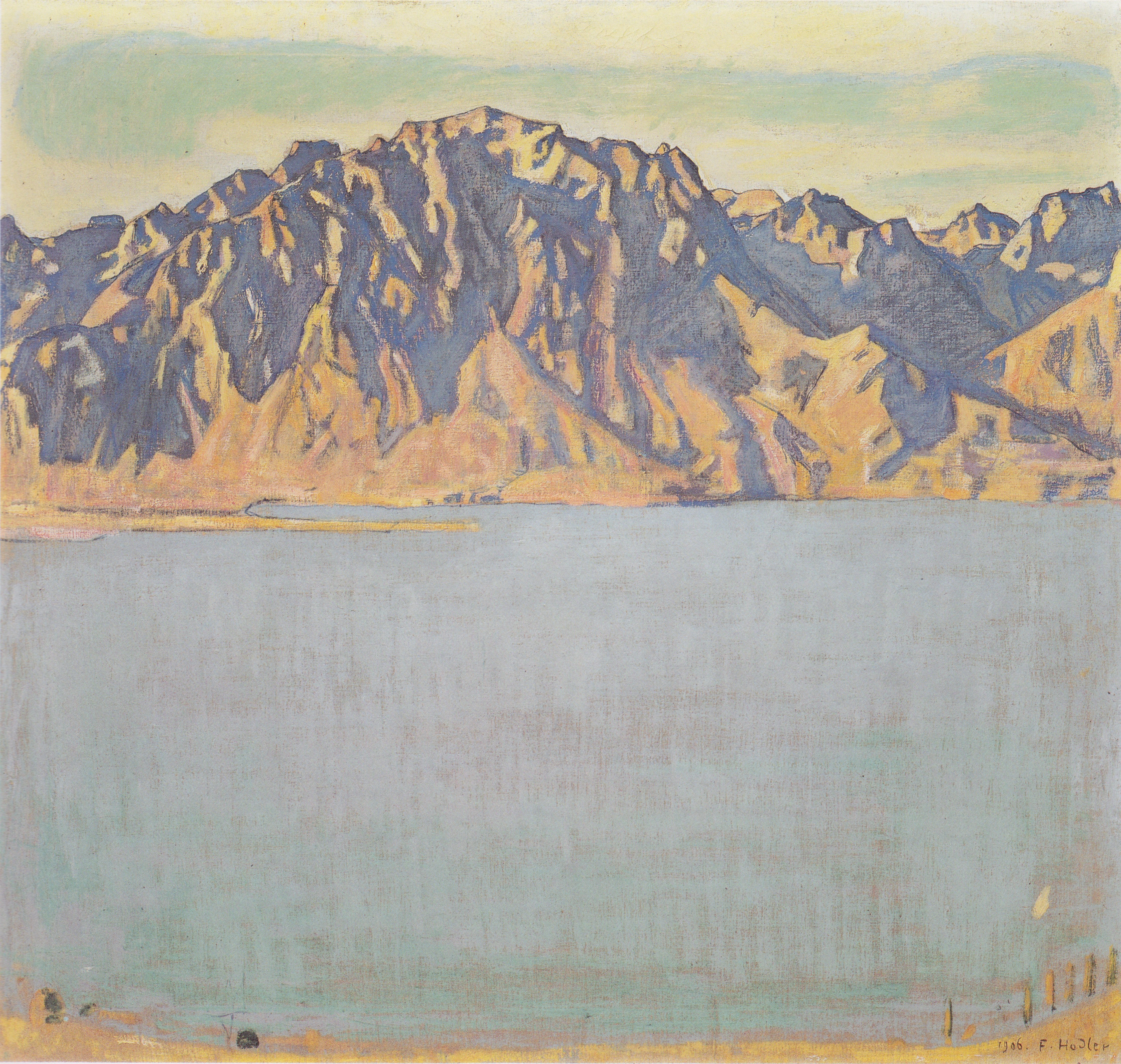
Ferdinand Hodler – Der Grammont, 1906

Der Grammont ist ein Berg im Schweizer Kanton Wallis. Der 2172 Meter hohe Gipfel ist Teil des Chablais-Massivs in den Savoyer Alpen. Seine Nordflanke fällt steil zum aus Saint-Gingolph im Schweizer Kanton Wallis und Saint-Gingolph im französischen Département Haute-Savoie bestehenden Doppeldorf am Ufer des Genfersees ab. Südöstlich liegt der Lac de Tanay, ein See, der zur Gemeinde Vouvry gehört.

## Geschichte
Im Jahr 1906 wurde ein Konzessionsgesuch für den Bau einer Zahnradbahn vom schweizerischen Saint-Gingolph auf den Grammont bei den Bundesbehörden eingereicht. Stationen waren an den Abhängen von Vignoles (fakultativ), in Fritaz sowie auf 2080 Metern am Gipfel des Grammont vorgesehen. Das Maximalgefälle der 7140 Meter langen Strecke mit einer Spurweite von 80 cm hätte 32 Prozent betragen, als Antrieb war eine Zahnstange nach dem System Locher vorgesehen. Eine Erweiterung zu den benachbarten Cornettes de Bise war angedacht. Die Frist zur Einreichung der technischen und finanziellen Vorlagen wurde 1913 letztmals verlängert. Gebaut wurde die Bahn nicht.
Während des Zweiten Weltkriegs, am 13. Juli 1943 stürzte ein Flugzeug der britischen Royal Air Force am Nordosthang oberhalb von Le Bouveret in einer Höhe von 900 Metern an den Hängen des Grammont ab. Sieben Personen kamen ums Leben. Die Schweizer Armee gab bekannt, ihre Luftabwehr habe das Flugzeug abgeschossen. Die Toten wurden auf dem englischen Friedhof in Vevey bestattet.